# Quyền LGBT ở Guam
Quyền đồng tính nữ, đồng tính nam, song tính và chuyển giới ở Guam là lãnh thổ chưa hợp nhất của Hoa Kỳ đã được cải thiện đáng kể trong những năm gần đây. Hoạt động tình dục đồng giới đã không bị hình sự hóa từ năm 1978 và hôn nhân đồng giới đã được cho phép kể từ năm 2015. Lãnh thổ Hoa Kỳ hiện có các biện pháp bảo vệ phân biệt đối xử trong việc làm cho cả xu hướng tính dục và bản dạng giới. Ngoài ra, luật liên bang đã quy định bảo hiểm tội phạm kì thị kể từ năm 2009. Thay đổi giới tính là hợp pháp ở Guam, miễn là người nộp đơn đã trải qua chuyển đổi giới tính.

## Bảng tóm tắt
| Hoạt động tình dục đồng giới hợp pháp                                                                                       | (Từ năm 1978)                                    |
| Độ tuổi đồng ý | (Từ năm 1978)                                    |
| Luật chống phân biệt đối xử trong việc làm                                                                                  | (Từ năm 2015)                                    |
| Luật chống phân biệt đối xử trong việc cung cấp hàng hóa và dịch vụ                                                         | No                                               |
| Luật chống phân biệt đối xử trong tất cả các lĩnh vực khác (Bao gồm phân biệt đối xử gián tiếp, ngôn từ kích động thù địch) | No                                               |
| Hôn nhân đồng giới | (Từ năm 2015)                                    |
| Công nhận các cặp đồng giới                                                                                                 | (Từ năm 2015)                                    |
| Con nuôi của các cặp vợ chồng đồng giới                                                                                     | (Từ năm 2015)                                    |
| Con nuôi chung của các cặp đồng giới                                                                                        | (Từ năm 2015)                                    |
| Người LGB được phép phục vụ công khai trong quân đội                                                                        | (Từ năm 2011)                                    |
| Người chuyển giới được phép phục vụ công khai trong quân đội                                                                | (Từ năm 2018)                                    |
| Quyền thay đổi giới tính hợp pháp                                                                                           | (Từ năm 1992, chỉ sau khi chuyển đổi giới tính)  |
| Truy cập IVF cho đồng tính nữ                                                                                               | Yes                                              |
| Mang thai hộ thương mại cho các cặp đồng tính nam                                                                           | (Luật pháp ở đảo im lặng về mọi sự mang thai hộ) |
| NQHN được phép hiến máu | / (Từ năm 2015; Thời gian trì hoãn 1 năm)        |